# 亚历山大·日夫科维奇
亞歷山大·日夫科維奇（拉丁字母：Aleksandar Živković；1977年7月28日—），在中国又被简称为日科夫，是一名塞爾維亞職業足球運動員，曾效力於多家著名足球俱樂部，他曾替南斯拉夫上陣2場。

## 职业生涯
2006年2月，山東魯能泰山引進了日夫科維奇，在此之前，他曾在日本球隊磐田喜悅效力4年。在球隊效力的4個賽季中，日夫科維奇隨球隊一起獲得了2個日本職業足球聯賽冠軍。
日夫科維奇在為山東魯能泰山效力四年期間，作為絕對核心的日科夫與隊友三次捧得冠軍寶座，球隊榮膺2006年和2008的中超聯賽冠軍和一屆中國足協杯冠軍；除此之外，他還是2006-2008年三個賽季的中超助攻王。其中2006賽季日夫科維奇以16次助攻，打破了2000年大連實德的李明創造的13次助攻的記錄。
2009年9月6日的山東德比，山東魯能泰山客場對陣青島中能，日科夫維奇在那場比賽中因鏟球犯規被黃牌警告，但日科夫並不服從判罰，隨後向裁判吐口水，隨後被紅牌罰下。事後被中國足協給出了嚴重處罰停賽8場，處罰宣佈的第二天山東魯能泰山和日夫科維奇解約。解約之後，他返回塞爾維亞，並堅持訓練。
2010年3月，深圳紅鑽宣佈與日夫科維奇簽約，他在2010賽季最後一輪最後時刻罰入點球幫助深圳隊保級成功，并在整個賽季中奉獻10次助攻，第4次獲得中超助攻王。
2011年，日夫科維奇希望免試訓續約深圳紅鑽未果後，選擇加盟深圳市的另一支球隊深圳鳳凰。其後鳳凰隊因財困被轉讓，遷往廣州，易名為廣州富力。原鳳凰隊中的外援只有哈里森和日夫科維奇継續在球隊効力到賽季結束隨隊沖超成功。
2012年，日夫科維奇退役，他留在中國做起經紀人和生意。與深圳紅鉆屢有接觸。
2013年，日夫科維奇與鳳凰時期結識的另一原深圳隊外援馬里科在深圳組建青少年足球培訓，與深圳紅鉆合作。

## 榮譽

### 磐田喜悅
- 日本職業足球聯賽冠軍：2001 (第1階段)，2002

### 山東魯能泰山
- 中國足球超級聯賽冠軍：2006，2008
- 中國足協杯冠軍：2006